# Beko

Logotyp

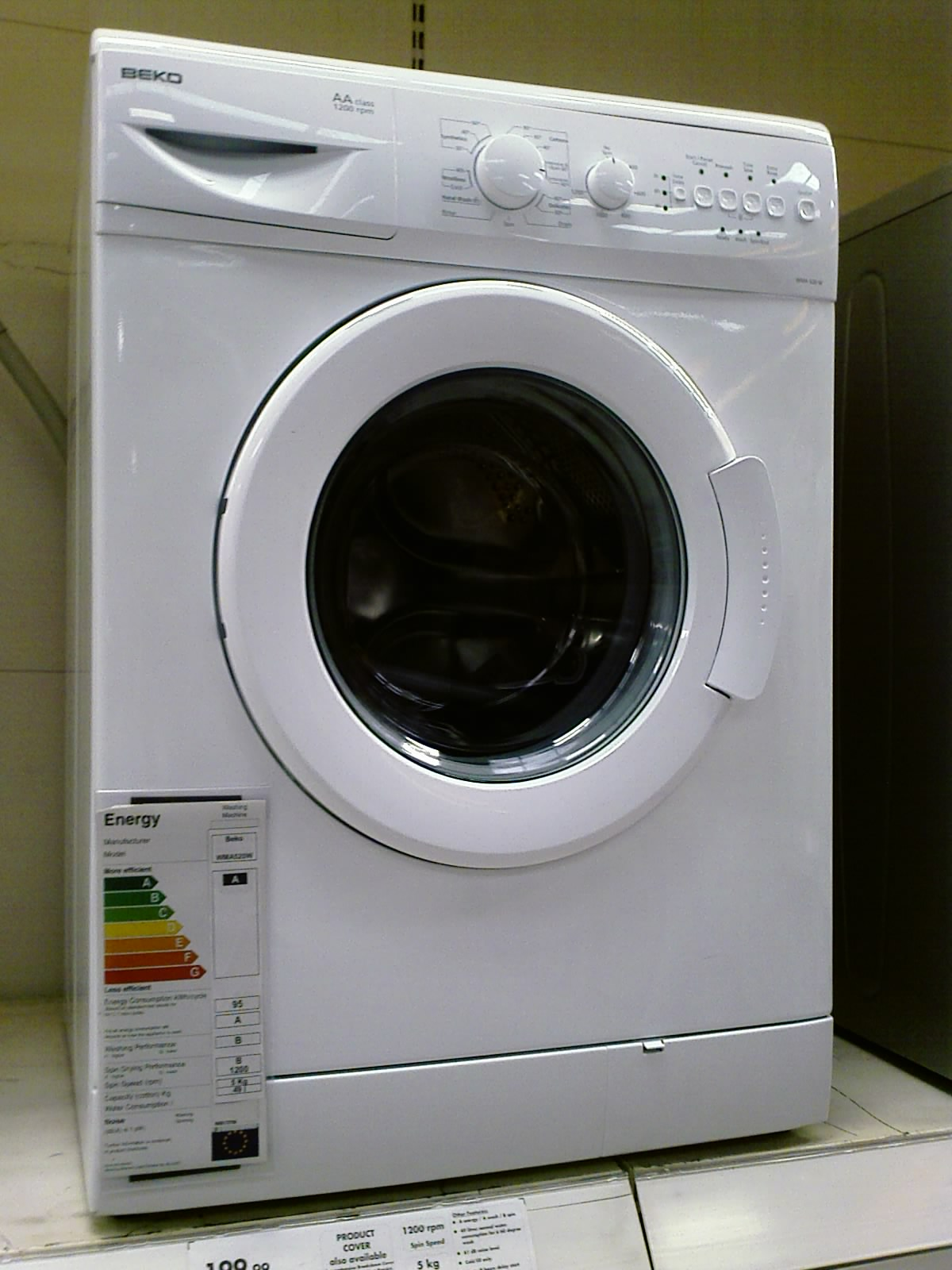
Tvättmaskin tillverkad av Beko

Beko är en turkisk vitvarutillverkare. Företaget ägs av Arçelik som även äger Grundig och Indesit. Arçelik ägs av Koç Holding.
Beko grundades i Istanbul 1955 av Leon Bejerano och Vehbi Koç. Namnet Beko kommer från de två första bokstäverna i de två grundarnas efternamn.
Beko tillverkar tvättmaskiner, diskmaskiner, spisar, kylskåp med mera.